# 维诺格拉德诺耶 (雅尔塔)
維諾赫拉德內（烏克蘭語：Виноградне），又按俄语名译为维诺格拉德诺耶，是法理上烏克蘭南部克里米亚自治共和国雅爾塔區的市級鎮，但事实上是俄罗斯克里米亞共和國雅尔塔市议会下辖的市级镇。該鎮位於克里米亞的南岸，位於雅尔塔以東3.5公里。2001年人口為1151人，而2014年人口為1494人。
自2014年因俄羅斯吞併克里米亞而被俄方佔領。